# Fermenti (rivista)
Fermenti, con i sottotitoli di Rivista di critica del costume e della cultura e poi Periodico a carattere culturale, informativo, d'attualità e costume, è una rivista nata a Roma nel 1971. Si presenta all'inizio come una rivista di cultura: Nel 1973 viene affiancata dall'omonima casa editrice per iniziativa di Velio Carratoni uscendo, da quell'anno in poi, in contemporanea.
Fermenti ha sempre creato un collegamento vivo e interessante con ogni forma critica utilizzando un linguaggio nuovo e anticonformista.
Molte le pubblicazioni della casa editrice, dalla poesia alla narrativa, dalle opere di saggistica alle monografie d'arte, proponendo inoltre testi rari come le lettere di Giovanni Verga.
Molti sono gli autori presenti nelle varie collane, tra i quali Dario Bellezza, Mihai Eminescu, George Bacovia, Antonio Pizzuto, Gino Raya, Nanni Balestrini, Mariella Bettarini, Giovanni Fontana, Lamberto Pignotti, Mario Verdone, Nadia Cavalera e tanti altri.
A 40 anni dalla fondazione, sono nel comitato di redazione della rivista Gualberto Alvino, Antonella Calzolari, Gualtiero De Santi, Donato Di Stasi e Gemma Forti.